# Elezioni legislative in Portogallo del 1949
Le elezioni legislative in Portogallo del 1949 si tennero il 13 novembre per il rinnovo dell'Assemblea Nazionale. Dopo il ritiro di molti dei candidati dell'opposizione, soltanto 8 di questi parteciparono alle elezioni contro quelli dell'Unione Nazionale.

## Legge elettorale
I territori portoghesi erano divisi in 21 collegi plurinominali e in un collegio uninominale per le isole Azzorre. I 22 collegi eleggevano un totale di 120 membri, 13 dei quali provenivano dalle colonie portoghesi.
Gli aventi diritto potevano cancellare i nomi dei candidati dalla lista elettorale, ma non sostituirli con altre preferenze. Potevano votare tutti gli uomini che avessero compiuto 21 anni d'età purché fossero alfabetizzati oppure pagassero almeno 100 escudi in tasse e tutte le donne, sempre con un'età minima di 21 anni, purché avessero completato il ciclo di istruzione secondaria, o se pagassero almeno 100 escudi in tasse oppure se fossero delle capofamiglia.

## Campagna elettorale
Molti dei candidati dell'opposizione ritirarono le proprie candidature alcuni giorni prima dell'elezioni. Soltanto otto candidati dell'opposizione non si ritirarono ed erano divisi in due liste elettorali: una dei Regionalisti a Castelo Branco in cui era iscritto anche l'ex primo ministro Francisco Cunha Leal e una degli Indipendentisti agrari a Portalegre in cui c'era anche il monarchico Pequito Rebelo.
I partiti d'opposizione di stampo comunista Movimento di Unità Democratica e Movimento giovanile per l'Unione Democratica vista l'impossibilità di un voto libero da brogli elettorali, cercarono entrambi di boicottare le elezioni.

## Risultati
|                     |                     |           |       |           |  |
| Partito             | Partito             | Voti      | %     | Seggi     |  |
|                     | Unione Nazionale    | 900 000   | 97,06 | 120 / 120 |  |
| Opposizione         | Opposizione         | 27 260    | 2,94  | 0 / 120   |  |
|                     |                     |           |       |           |  |
| Non validi/Bianchi  | Non validi/Bianchi  | 4         | 0,00  | –         |  |
| Totale              | Totale              | 927 264   | 100   |           |  |
| Con diritto di voto | Con diritto di voto | 1 223 172 | –     | –         |  |
| Affluenza           | Affluenza           | –         | 75,8  | –         |  |